# Адами (рід)
Адами — родина шотландських архітекторів і конструкторів. Вільям Адам (1689—1748 рр) був провідним шотландським архітектором свого часу, а його син Роберт Адам (1728—1792 рр) вважається одним з найзнаменитіших англійських архітекторів кінця 18 століття. Він створив інтер'єри багатьох великих садиб і мав репутацію прекрасного дизайнера меблів. Зі своїм братом Джеймсом Адамом (1732—1794 рр), теж архітектором, він розробив міські квартали Адельфі поруч з Черінг Кросс, Лондон, в 1936 році вони були сильно перебудовані.